# Costigliole Saluzzo
Costigliole Saluzzo (piemontiul: Costiòle) település Olaszországban, Piemont régióban, Cuneo megyében. Lakosainak száma 3312 fő (2023. január 1.). Costigliole Saluzzo Busca, Piasco, Rossana, Verzuolo és Villafalletto községekkel határos.

## Népesség
A település lakossága az elmúlt években az alábbi módon változott:
| Lakosok száma | 3346 | 3343 | 3312 |
|               | 2017 | 2018 | 2023 |